# Алма (Канзас)
Алма (англ. Alma) — город в штате Канзас (США). Административный центр округа Уобонси. В 2020 году в городе проживали 802 человека.

## Географическое положение

Алма на картах округа и штата

По данным Бюро переписи населения США Алма имеет общую площадь в 1,55 км². Город находится на востоке штата Канзас вблизи реки Милл-Крик на холмах Флинта.
Через город проходит шоссе:
- K-99 (англ. K-99)

## История
Территория города была заселена племенами Потаватоми до появления первых европейских поселенцев в 1858 году. В 1868 году Алма получила статус деревни и окружного центра, в том же году открылась первая школа. К началу 1880-х годов в Алме было четыре магазина галантерейных товаров и одежды, два хозяйственных магазина, две аптеки, шляпная мастерская, мебельный магазин, банк, мастерская упряжи, два склада пиломатериалов и две гостиницы.
В 1880 году компания Atchison, Topeka and Santa Fe Railway построила железную дорогу, пересекающую округ с северо-запада на юго-восток, которая проходила в нескольких километрах от центра Алмы. В 1887 году железная дорога Чикаго, Канзаса и Небраски построила линию от Топики до Херингтона через Алму. Эта железная дорога несколько раз меняла владельцев, сейчас её управляет и владеет Union Pacific. Алма расположена в центре богатого сельскохозяйственного и животноводческого региона и являлась важным логистическим пунктом. Историческая часть центра города состоит из 21 здания, построенных между 1880 и 1936 годами.

## Население
| Год переписи | Нас. |  | %±     |
| ------------ | ---- |  | ------ |
| 1880         | 362  |  | —      |
| 1890         | 1125 |  | 210,8% |
| 1900         | 966  |  | −14,1% |
| 1910         | 1010 |  | 4,6%   |
| 1920         | 789  |  | −21,9% |
| 1930         | 811  |  | 2,8%   |
| 1940         | 776  |  | −4,3%  |
| 1950         | 716  |  | −7,7%  |
| 1960         | 839  |  | 17,2%  |
| 1970         | 905  |  | 7,9%   |
| 1980         | 925  |  | 2,2%   |
| 1990         | 871  |  | −5,8%  |
| 2000         | 797  |  | −8,5%  |
| 2010         | 832  |  | 4,4%   |
| 2020         | 802  |  | −3,6%  |

В 2020 году в городе проживало 802 человека (54,3 % мужчин и 45,7 % женщин), насчитывалось 318 домашних хозяйств. Население Алмы по возрастному диапазону распределилось следующим образом: 28,7 % — жители младше 18 лет, 54,2 % — от 18 до 65 лет и 17,1 % — в возрасте 65 лет и старше. Медианный возраст — 40,1 лет. Расовый состав: белые — 90,6 %, и представители двух и более рас — 7,7 %. Высшее образование имели 18,6 %.
В 2020 году медианный доход на домашнее хозяйство оценивался в 51 591 $, на семью — 76 827 $. 7,0 % от всей численности населения находилось на момент переписи за чертой бедности. 61,0 % работали в частных компаниях, 0,7 % — самозанятые, 4,4 % были сотрудниками частных некоммерческих организаций, 28,4 % были государственными служащими, 4,4 % были самозанятыми в собственном незарегистрированном бизнесе или домашнем хозяйстве.